# Ineke Hilhorst
Ineke Hilhorst (Laren, 27 december 1951), voluit Josina Henrica Cornelia Hilhorst, is een Nederlandse producente, documentairemaker en presentatrice.

## Biografie
Tussen 1972 en 1988 werkte Ineke Hilhorst bij de AVRO, eerst als regie-assistente en later als regisseur en producent. Ze maakte onder meer een serie korte portretten van Edisonwinnaars als Neville Marriner, James Levine, Nikolaus Harnoncourt en Maria João Pires. Toen de AVRO startte met het uitzenden van multimediale cursussen, verzorgde Hilhorst de regie van muziekcursussen en de cursus Assertiviteit. In die periode maakte ze ook de lange documentaires: Hannie Schaft, het meisje met het rode haar (1980), Edith (1983, over een psychiatrische patiënte; genomineerd voor de Nipkowschijf), en de vijfdelige serie 40 Jaar na Dato (1985, over de bezetting). Ze was voorzitter van de Prix Italia/Documentaires en enkele jaren voorzitter van de Gouden Beelden/Documentaires en van de SAM Awards.
In 1988 nam ze ontslag bij de publieke omroep en werd Ineke Hilhorst Producties BV opgericht. De eerste opdracht was de redactie van de door Henny Huisman gepresenteerde Surpriseshow, die na het eerste seizoen de Televizierring won. De AVRO vroeg haar het jongerenprogramma Pauze-TV op te zetten, een documentaire voor Unicef in Bolivia met Carlo Boszhard als presentator te maken, alsmede een serie over tuinen en de serie Kookgek & Co met Joop Braakhekke. Voor de NPS maakte ze Lopend Vuur met Philip Freriks, Jansen & Co met Leoni Jansen. Het Reces en Laatste Ronde voor de NCRV, en Jos op 1 en voor de KRO Backstage.
Hilhorst heeft een voorkeur voor het in beeld brengen van Nederlanders die in moeilijke omstandigheden de kracht vinden om verder te gaan. Voorbeelden daarvan zijn: De zesdelige serie De Ontdekking van Kloosterburen (2000), Lord Parkinson (2001) De Legendarische Vincent Hilhorst (2002), en De Hartfilm: Deadline: leven met een steunhart (2004).
In 2016  nam Hilhorst het initiatief om in Laren NH te komen tot een monument ter herinnering aan het van 1911 tot 1963 in Laren gevestigde Joodse kindertehuis de Berg-Stichting en aan de 48 kinderen en 4 stafleden van die stichting die in WO II door de nazi’s zijn vermoord. Dit op 20 april 2017 onthulde Monument voor de Joodse Kinderen bestaat uit een sculptuur van Lon Pennock en een plaquette met daarop de namen van de slachtoffers. Ter gelegenheid van de oprichting van het monument schreef Hilhorst samen met Teun Koetsier en Elbert Roest in 2017 het boek De slag om de Berg-Stichting. Voor haar betrokkenheid bij de oprichting van het monument werd ze uitgeroepen tot Laarder van het jaar 2017.
Ineke Hilhorst is sinds 2015 ridder in de Orde van Oranje-Nassau. Ze is gehuwd met Teun Koetsier, universitair hoofddocent aan de Vrije Universiteit Amsterdam.
In 2020 presenteerde ze het programma Mooi in ’t Gooi op de zondagmiddag op RTL 4.
In 2022 werd in Laren NH een Monument voor Verdraagzaamheid onthuld. Het initiatief daartoe werd genomen door Ineke Hilhorst en Timo Smit. Op 5 juni 2024 ontving Ineke Hilhorst mede daarvoor de erepenning van de gemeente Laren uit handen van burgemeester Nanning Mol.
- International Standard Name Identifier: 0000 0003 6916 1657
- Nederlandse Thesaurus van Auteursnamen: 070550883
- Virtual International Authority File: 288673313
- WorldCat: E39PBJdMcqKpKV8jH9JgCB8pyd